# Nestor Film Company
La Nestor Film Company fu una casa di produzione fondata a Bayonne, nel New Jersey dai fratelli David e William Horsley.

## Storia

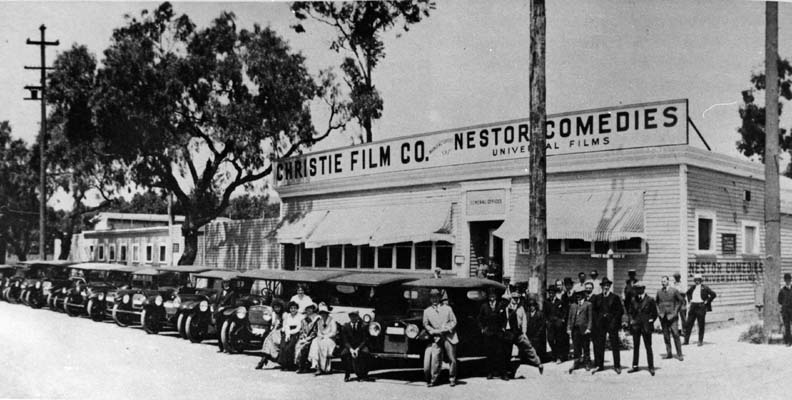
Studios della Nestor Film Company

Il 27 ottobre 1911, la compagnia aprì a Hollywood il suo primo studio, situato alla Blondeau Tavern all'angolo nordovest di Sunset Boulevard e di Gower Street. La Nestor diventò così la prima casa di produzione cinematografica ad avere uno studio stabile e permanente a Hollywood: la prima fase del cinema hollywoodiano ebbe i suoi natali dietro una taverna. Per una drammatica coincidenza, lo stesso giorno era morto, ucciso in una sparatoria, Francis Boggs, regista e direttore della Selig Polyscope: Boggs era stato il primo a trasferire uno studio di produzione in California, a Edendale. La nascita della Nestor segna la campana a morto per le produzioni nel distretto di Edendale, cui verrà, da allora in poi, preferito quello di Hollywood.
Svariate compagnie dell'Est si erano trasferite a Los Angeles anche prima della Nestor. Il clima e gli spettacolari luoghi della California avevano spinto i cineasti a fermarsi nella zona, ma Horsley fu il primo a dotarsi di uno studio stabile. Il settore produttivo della casa venne diviso in tre, affidato a un direttore generale che fu il canadese Al Christie. I fratelli Horsley rimasero nel New Jersey, da dove gestivano il laboratorio per lo sviluppo delle pellicole e gli uffici di distribuzione dei film. Christie, invece, si trasferì definitivamente nell'Ovest, dove insieme agli Horsley creò i cortometraggi di Muff and Jeff che, all'epoca, diventarono popolarissimi.
Una delle divisioni produttive fu affidata a Milton H. Fahrney il cui incarico era quello di produrre un western a settimana. Si trattava di cortometraggi a un rullo, girati a tamburo battente con una squadra di tecnici e attori specializzati nel genere. Lo stesso sistema era stato adottato per i drammi, che venivano girati sotto la supervisione di Tom Ricketts, mentre Christie si occupava delle comiche di Muff and Jeff.
Altri cineasti avevano cominciato a utilizzare quella zona della California per le riprese dei loro film, aprendo nuovi studios a Hollywood. Gli Horsley tennero in funzione i teatri di posa tra il Sunset Boulevard e Gower Street fino al 20 maggio 1912. In quell'anno, Carl Laemmle faceva nascere l'Universal Film Manufacturing Company che inglobava in sé alcune piccole compagnie indipendenti (tra cui la sua MP), una delle quali era la Nestor. Ben presto, però, Laemmle prese il controllo della società che vide la fuoriuscita di alcuni dei soci fondatori tra i quali vi era anche David Horsley
Nel 1935, gli studi vennero acquistati dalla Columbia Broadcasting System che fece abbattere i teatri di posa e le costruzioni per far posto al quartiere generale della nuova West Coast radio e ai pionieristici studi televisivi della società. Il nuovo palazzo costò due milioni di dollari e venne inaugurato con una grande cerimonia il 30 aprile 1938.

## Attori della Nestor
Alla Nestor avevano lavorato attori come Lon Chaney, la giovane Betty Compson, Billie Rhodes, il popolarissimo Wallace Reid insieme alla moglie Dorothy Davenport come anche Frank Lloyd e Frank Borzage che, in seguito, diventarono tra i più famosi registi di Hollywood.

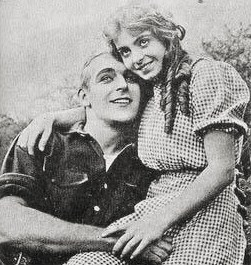
Wallace Reid e Dorothy Davenport in His Only Son (1912)
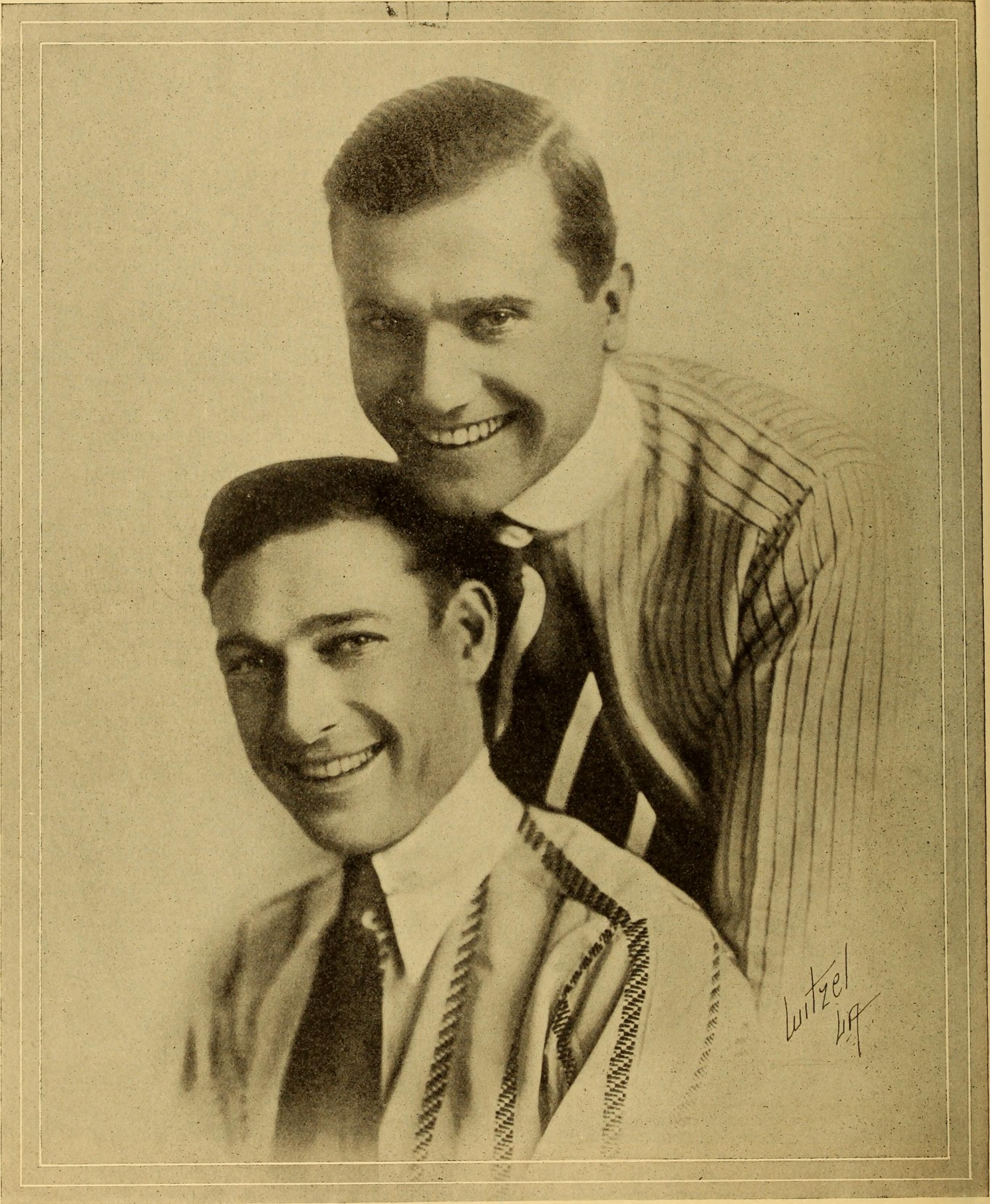
Eddie Lyons e Lee Moran (1916)
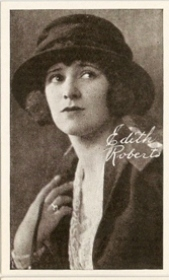
Edith Roberts (1917)